# İslâm III Giray
İslâm III Giray, (tataro di Crimea: III İslâm Geray, ۳اسلام كراى) (1604 – Bachčisaraj, 10 luglio 1654), fu khan del Khanato di Crimea per 10 anni, interrompendo il regno di suo fratello Mehmed IV Giray.
Fu khan durante la rivolta dei cosacchi contro la Confederazione polacco-lituana, e fu preceduto e seguito dal fratello minore Mehmed IV.

## Primi anni
İslâm era uno dei tanti figli del khan Selyamet I (1608–10), tre dei quali erano khan e quattro dei quali padri di khan.
Durante il secondo regno di Canibek Giray (1628–1635), İslâm fu un prigioniero della Polonia tra il 1629 e il 1632 Sotto Bahadır I Giray (1637–41), İslâm servì come kalga. Nel 1637/38, riportò l'orda di Budjak in Crimea. Nell'inverno 1639–40 prese 8.000 schiavi ucraini per le galee turche. Nel '41 a Bahadir succedette il fratello Mehmed IV nonostante İslâm fosse più anziano. İslâm andò in Turchia e si insediò in un luogo chiamato Sultania, a occidente dei Dardanelli.

## Regno
Nel 1644, il sultano ottomano Ibrahim I cacciò Mehmed IV, a cui succedette il fratello İslâm, il quale pose il fratello minore Kyrym come kalga e confermò Gazi, figlio del fratello Mubarak, come nureddin.
İslâm è ricordato come un costruttore e un amministratore di successo: tendeva a nominare persone di ceto poco alto senza però inimicarsi i capiclan delle altri parti.

### Rivolta di Chmel'nyc'kyj
La rivolta di Chmel'nyc'kyj dei Cosacchi di Zaporižžja contro la Polonia iniziò a gennaio 1648 quando Chmel'nyc'kyj  divenne etmano dei Cosacchi stessi. A marzo, Chmel'nyc'kyj raggiunse la Crimea e creò con i Tatari un'alleanza in funzione anti-polacca; questo gli diede nuovi cavalieri, principalmente sotto Tugay Bey.
Nel 1648, Chmel'nyc'kyj guidò i suoi cosacchi nella sua campagna e quasi arrivò a Leopoli. L'anno dopo, İslâm lo aiutò a vincere la battaglia di Zboriv. Ai tatari in ritirata fu concesso di razziare il paese durante il viaggio. Alcuni ritengono però che İslâm fu "convinto" dai polacchi a devastare il territorio cosacco.
Nel 1651, un enorme esercito polacco vinse la battaglia di Berestečko, perché i tatari avevano abbandonato il campo; Kyrym cadde in battaglia e fu sostituito da Gazi, e İslâm nominò il fratello minore Adil come nuovo nureddin. Chmel'nyc'kyj inseguì i tatari in ritirata ma fu preso e tenuto in ostaggio da İslâm. L'anno dopo, a seguito della battaglia di Batih, che fu una vittoria decisiva cosacco-tatara, i Cosacchi acquistarono i prigionieri polacchi dai Tatari e li giustiziarono. Stando a Howorth, nel 1653 İslâm portò lo scompiglio tra Bar e Kam"janec'-Podil's'kyj e se ne andò dopo un lauto riscatto; altre fonti considerano İslâm presente alla battaglia di Žvanec' in quello stesso periodo. Nel gennaio 1654, con il trattato di Perejaslav, i Cosacchi accettarono la supremazia russa, provocando così la guerra tra Russia e Polonia, che finì nel 1667 e sancì la definitiva decadenza della Confederazione polacco-lituana. İslâm morì poco dopo per cause naturali.